# 马尔希
马尔希是德国巴登-符腾堡州的一个市镇。总面积17.78平方公里，总人口8768人，其中男性4381人，女性4387人（2011年12月31日），人口密度493人/平方公里。